# Giovanni Soglia Ceroni
Giovanni Soglia Ceroni (Casola Valsenio, 10 de outubro de 1779 - Osimo, 12 de agosto de 1856) foi um cardeal italiano da Igreja Católica.

## Biografia
Giovanni Soglia Ceroni foi o segundo dos sete filhos de Giovacchino Soglia e Ana Braga. Seu sobrenome também está listado como Soglia Ceroni. Estudou no Seminário de Ímola; depois, estudou filosofia em Bolonha; mais tarde, frequentou o Collegio Romano, em Roma, onde obteve um doutorado em teologia em 5 de setembro de 1800); e, finalmente, estudou na Universidade La Sapienza, em Roma, onde obteve um doutorado in utroque iure, direito civil e canônico, em 22 de julho de 1807.
Ordenado ao sacerdócio em 1º de janeiro de 1803. Após ser ordenado, foi capelão supranumerário (1803) e acólito da capela pontifícia (1805). Acompanhou o Papa Pio VII a Savona (julho de 1809), depois foi preso em Fenestrelle (final de 1810). Lá ficou alguns meses e, libertado, foi proibido de se aproximar de Savona e se refugiou em Casola Valsenio. Após a queda do Imperador Napoleão I, juntou-se ao Papa quando este passou por Modena, entrando com ele em Roma (maio de 1814). Novamente capelão secreto papal (maio de 1814). Professor de Direito Canônico na Universidade La Sapienza (novembro de 1814). Relator (janeiro de 1817) e depois consultor da Sagrada Congregação do Índice (janeiro de 1820); e examinador do clero romano (1821). Esmoler secreto de Sua Santidade, 1819-1823. Camareiro privado participante e coppiere (outubro de 1823); membro da Comissão de Reforma de Estudos. Secretário da Sagrada Congregação de Estudos (agosto de 1824).
Soglia foi eleito arcebispo titular de Éfeso pelo Papa Leão XII, 2 de outubro de 1826. Consagrado em 22 de outubro de 1826, na igreja de S. Gregorio al Coelio, Roma, pelo cardeal Francesco Bertazzoli, assistido por Gregorio Muccioli, bispo titular de Agatopoli, e por Giuseppe Perugini, OSA, bispo titular de Porfireone, sacristão de Sua Santidade. Secretário da Sagrada Congregação de Estudos, 1834. Secretário da Sagrada Congregação de Bispos e Regulares, 23 de junho de 1834. Cônego da basílica patriarcal do Vaticano. Transferido pelo Papa Gregório XVI a Patriarca latino titular de Constantinopla, 6 de abril de 1835.
Criado cardeal e reservado in pectore no consistório de 12 de fevereiro de 1838; publicado no consistório de 18 de fevereiro de 1839; recebeu o chapéu vermelho e o título de Ss. Quattro Coronati, 21 de fevereiro de 1839. Transferido para a sé de Osimo e Cingoli, com título pessoal de arcebispo, 18 de fevereiro de 1839. Participou do conclave de 1846, que elegeu o Papa Pio IX. Secretário de Estado, 4 de junho a 29 de novembro de 1848.
Cardeal Soglia faleceu em 12 de agosto de 1856, em Osimo. Exposto e enterrado na catedral de Osimo. Há uma rua com seu nome em Casola Valsenio.